# Parafia św. Józefa Oblubieńca w Szczepkach
Parafia Świętego Józefa Oblubieńca w Szczepkach – rzymskokatolicka parafia leżąca w dekanacie Augustów – Matki Bożej Królowej Polski należącym do diecezji ełckiej. Erygowana w 1794.